# USS G-4 (SS-26)
USS G-4 (SS-26) – amerykański unikatowy okręt podwodny wybudowany w stoczni William Cramp & Sons, stanowiący w dużej mierze powiększoną wersję opracowanego przez Cesare Laurenti'ego włoskiego okrętu Foca, z silniejszym uzbrojeniem torpedowym i większym kioskiem. Nacisk jaki położono przy opracowywaniu projektu na zdolności operacyjne okrętu, kontrastował ze współczesnymi mu konstrukcjami amerykańskimi opracowywanymi przez Johna Hollanda, w projektach których akcentowano zwłaszcza sprawność pływania podwodnego. Początkowo jednostka nosiła nazwę Thresher, jednakże przed wodowaniem okrętu 15 sierpnia 1912 roku, oznaczenie okrętu zostało zmienione na G-4. Okręt pływał operacyjnie w marynarce amerykańskiej podczas I wojny światowej, po czym 5 września 1919 roku został wycofany ze służby. Jednostka była jedynym przedstawicielem swojego typu.